# Allen Funt
Allen Funt (16 de septiembre de 1914 – 5 de septiembre de 1999) fue un productor, director, guionista y presentador televisivo de nacionalidad estadounidense, conocido principalmente por ser el creador y presentador de Candid Camera desde la década de 1940 hasta la de 1980, así como por sus regulares espacios televisivos. Su período más destacado fue su trabajo en la CBS entre los años 1960 y 1967.

## Radio y televisión
Nacido en la ciudad de Nueva York, Funt logró el título de licenciado en Bellas Artes por la Universidad Cornell en 1934, y estudió administración de empresas en la Universidad de Columbia. En 1946 inició su show en ABC Radio con el título de Candid Microphone, experimentando pronto con una versión visual y haciendo una serie de cortos cinematográficos también conocidos como Candid Microphone. Esos cortos le sirvieron como plataforma de lanzamiento para su entrada en la televisión el 10 de agosto de 1948.
En la temporada 1963–1964 interpretó a un orangután albino en el episodio "Smile, Todd, You're on Candid Camera", dentro del programa The New Phil Silvers Show, en el cual el humorista Phil Silvers interpretaba al capataz Todd Deal.

## Libros
Funt escribió varios libros, siendo el primero de ellos Eavesdropper at Large: Adventures in Human Nature with "Candid Mike" (Vanguard Press, 1952). Después publicó Candid Kids (Bernard Geis, 1964) y Candidly, Allen Funt: A Million Smiles Later (Barricade Books, 1994).

## Cine
En la década de 1970 Funt hizo dos documentales basados en el teama de la cámara oculta: What Do You Say to a Naked Lady? (1970) y Money Talks (1972). Funt también produjo una versión en redifusión de Candid Camera entre 1974 y 1979, y entre sus copresentadores se incluían  John Bartholomew Tucker y Jo Ann Pflug. En la década de 1980 también produjo un a versión en vídeo enfocada a los adultos, Candid Candid Camera. 
Funt coleccionó un gran número de trabajos del pintor victoriano Lawrence Alma-Tadema, pero se vio forzado a venderlos justo antes de que la reputación del artista y la cotización de sus obras fueran al alza.
Funt vivió durante un tiempo en Croton-on-Hudson, en el condado de Westchester Nueva York. Su finca White Gates fue vendida a la cantante de ópera Jessye Norman en los inicios de los años noventa. Tras sufrir un ictus en 1993, Funt quedó incapacitado, falleciendo en Pebble Beach, California. Candid Camera continuó, trabajando su hijo, Peter Funt, como presentador del programa.